# (38012) 1998 KE54
1998 KE54 (asteroide 38012) é um asteroide da cintura principal. Possui uma excentricidade de 0.16278340 e uma inclinação de 16.09367º.
Este asteroide foi descoberto no dia 23 de maio de 1998 por LINEAR em Socorro.